# Burschensprache
Die Burschensprache oder Studentensprache war eine von zahlreichen lateinischen, französischen und latinisierten Wörtern durchsetzte Standessprache, die unter deutschsprachigen Studenten gesprochen wurde und ihre Blütezeit vom 18. bis zur Mitte des 19. Jahrhunderts hatte. Der Begriff des Burschen ist also auf den Studenten, nicht auf den Jüngling allgemein zu beziehen. Sie hatte überregionale Geltung, auch wenn die Kastensprache der zechfreudigen und rauflustigen Studenten der Universitäten Gießen, Göttingen, Halle (Saale) und Jena als bestimmend galt.
Etliche Begriffe der Studentensprache haben sich im Alltagsgebrauch eingebürgert. Darüber hinaus verwenden Mitglieder deutscher Studentenverbindungen heute noch Begriffe, die nur im Rahmen des Burschenlebens gebräuchlich sind. Eine ausgeprägte Studentensprache, als einem nicht Eingeweihten unverständliche Sondersprache, wie in früheren Zeiten, wird seit dem 20. Jahrhundert nicht mehr gesprochen.

## Geschichte

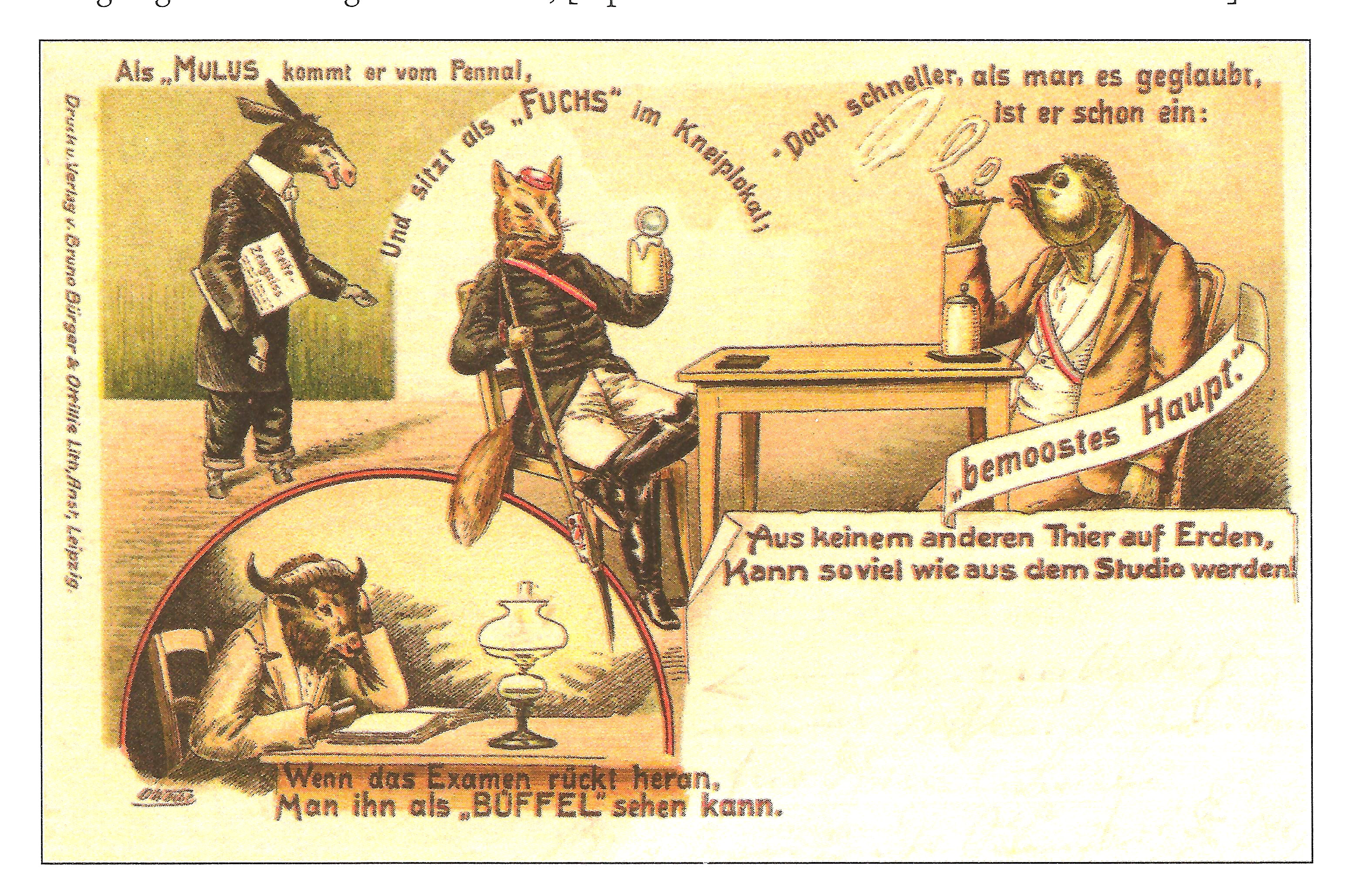
Studentensprache wörtlich genommen und bildlich umgesetzt (1903)

Die Hochschulen des 18. und 19. Jahrhunderts waren in einem ständigen Informationsaustausch, daher mussten auch alle in einer einheitlich verständlichen Sprache miteinander reden. Da die Studentensprache nicht lokal gewachsen war, sondern sich auf den ganzen deutschen Raum ausdehnte, war sie auch allgemein verständlich. Die Burschensprache verband alle deutschen Studenten miteinander.

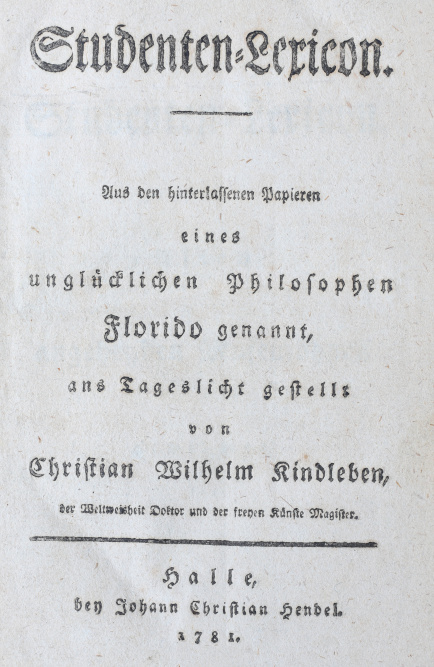
Titelseite des Studenten-Lexicons von Christian Wilhelm Kindleben, Halle (Saale), 1781

Andererseits stellte Friedrich Christian Laukhard (1757–1822) bereits im Jahre 1800 fest, „daß die Gießener Burschensprache ein Deutsch ist, das ein Deutscher so wenig versteht wie Arabisch“. Daran lässt sich bereits erkennen, wie schwer verständlich die „burschikose“ Ausdrucksweise der Studenten für Außenstehende war.
Johannes Meiner sprach über das Phänomen Studentensprache wie folgt: „Die eigene, nur ihnen gehörige und von ihnen gebrauchte Studentensprache, eine Art Geheimsprache, entstammt von Anfang an verschiedenen Quellen, und die allgemeine kulturelle Entwicklung hat dann auch im Sprachgut ihre deutlichen und unauslöschlichen Spuren hinterlassen.“
Die Studentensprache umfasst das ganze Studentenleben in all seinen Formen und Äußerungen. Ihr vielseitiger und reichhaltiger Wortschatz ist in den großen allgemeinen deutschen Wörterbüchern niemals vollständig erfasst worden, denn dazu ist die Menge „burschikoser“ Wortbildungen zu groß.
Die ersten studentensprachlichen Wörterbücher sind schon früh entstanden, so das Handlexikon des Salamasius um die Mitte des 18. Jahrhunderts, 1781 ein Wörterbuch von Christian Wilhelm Kindleben und 1795 ein weiteres von Christian Friedrich Augustin. Das Burschicose Wörterbuch des Schweizers Johann Grässli – es erschien unter dem Pseudonym J. Vollmann – unterschied sich von diesen Lexika durch seine lebendige und anschauliche Schilderung des Studentenlebens. Der spätere Lüneburger Jurist Daniel Ludwig Wallis verfasste 1813 einen Hochschulführer für die Göttinger Universität, schilderte die Abläufe und Kosten und fügte ein Kapitel als lexikalisches Wörterbuch an. Auch sein Corpsbruder Georg Kloß hinterließ ein Idiotikon der Burschensprache, das postmortem veröffentlicht wurde. Bei diesen beiden Praktikern ist also gleichzeitig von einer großen Realitätsnähe auszugehen. Bemerkenswert im Fall des 1813 während der Franzosenzeit erschienenen Werkes von Wallis ist der verblümt enthaltene Hinweis auf die bestehende Zensur und deren Auswirkung auf den Inhalt des Wörterbuches: Der starke behördliche Verfolgungsdruck auf die Studentenverbindungen dieser Zeit musste vom Autor berücksichtigt werden, wollte er seine Kommilitonen nicht gefährden.
Die Wörter der studentischen Standessprache – sie entstammen größtenteils von der Mitte des 17. Jahrhunderts bis zur Mitte des 19. Jahrhunderts – unterlagen ebenso wie studentische Redensarten im Laufe der Zeit auch einem Bedeutungswandel.
Die Blütezeit der deutschen Burschensprache war das 18. Jahrhundert, als die deutsche Muttersprache das Latein an den Hohen Schulen allmählich verdrängte. Damals bestimmte der Student mit seinem Erscheinungsbild, mit seinen Sitten nicht nur das Leben in den kleinen Universitätsstädten, seine Sprache und ihr Wortschatz beherrschte auch den Verkehr mit den Bürgern. Ebenso stand die Sprache der Pennäler unter dem Einfluss der Hochschule und ihrer Sondersprache. Der deutsche Student trug seine Burschensprache aber auch in seine Heimat, er nahm sie auf seinem weiteren Lebensweg mit.

## Sprachliche Besonderheiten
Die Sprache der deutschen Studenten insbesondere des 16. und 17. Jahrhunderts sowie des beginnenden 18. Jahrhunderts war von griechischen und vor allem lateinischen Sprachelementen viel stärker durchsetzt als die Sprache der heutigen Hochschüler. Latein, die universelle Sprache der Wissenschaft, bestimmte die Lehre und das Leben an den deutschen Hohen Schulen.
„Teutonizare“, Deutschsprechen, war verpönt und stand sogar unter Strafe. Der Student übernahm lateinische Wörter unverändert in seinen Wortschatz und wendete sie u. a. in der Bezeichnung der Chargen und im traditionellen studentischen Liedgut an.
Der Student streift schließlich jeden Regelzwang ab, er mischt ohne Hemmung lateinische, griechische und deutsche Sprachelemente und versetzt deutsche Wörter mit lateinischen Endungen. Als das bekannteste sei der in der Umgangssprache gebräuchliche Ausdruck Bursche erwähnt, das Wort leitet sich von Bursarius, dem Bewohner einer Burse, ab. Das lat. bursa (urspr. Tasche, Beutel, Börse) wandelte seine Bedeutung zu gemeinschaftlicher Kasse, davon abgeleitet ist der Ausdruck der Burse, einer Gemeinschaft, die aus einer gemeinsamen Kasse lebt, und des Weiteren der Burse, das gemeinschaftliche Wohnheim von Hochschullehrern und ihren Schülern. Die Gesamtheit der Bewohner einer Burse, die Bursanten oder die Bursgesellen (Bursale, auch Bursalis, Bursgesell und Bursenknecht), wurde auch als die Bursch bezeichnet, und erst allmählich ist dieser Ausdruck auf den einzelnen Bewohner übertragen worden. Im 17. Jahrhundert tritt neuerlich ein Bedeutungswandel ein: Der Bursch ist ein Synonym für Student, eine Bedeutungsverengung im 19. Jahrhundert macht daraus ein Vollmitglied einer Studentenverbindung.
In Süddeutschland und Österreich erfuhr der Begriff dagegen eine Weitung und bezeichnet jeden jungen Mann.
Vom lat. Adjektiv crassus (dick, weitgehend) wurde im 18. Jahrhundert krass übernommen, wobei die Vermischung mit nhd. grass – heute noch gebräuchlich in grässlich – eingetreten ist, so dass die studentensprachliche Benennung „ein krasser Fux“ einen jungen Studenten ohne Lebensart beschreibt.
Der Burschensprache des 17. Jahrhunderts entstammt fidel, von lat. fidelis (treu, zuverlässig) abgeleitet. Einen Bedeutungswandel machte aus einem fidelen Burschen – in der Studentensprache etwas gröber auch als fideler Knochen angesprochen – einen Bruder Liederlich, einen lockeren Gesellen; heute hat das einstige Wort der Burschensprache die harmlose Bedeutung von heiter, lustig angenommen.
Typische Wortbildungen der studentischen Standessprache sind Exkneipe, Conkneipant. Als ebenso echt studentische Wortschöpfungen sind anzusprechen: Spiritus Kornus für Branntwein, Dickus für einen beleibten Menschen, Politikus für einen Schlaukopf; gleichwertig gelten aber auch Pfiffikus und Luftikus, ebenso Schwachmatikus oder Schlechtikus.
Als Bacchanten wurden in studentischen Kreisen im 16. und 17. Jahrhundert die Neulinge an den Hochschulen bezeichnet. Ähnliche Wörter der Burschensprache auf -ant sind Erzstapulant, Lyrant, Schnurrant oder Paukant.
Der französische Einfluss auf die studentische Standessprache ist nicht minder bedeutsam als der des lange vorherrschenden Lateins.
Um 1700 regte sich ein neuer Geist an den deutschen Hochschulen. So verdrängte Professor Christian Thomasius in Halle das Latein aus den Hörsälen und las als Erster in der deutschen Hochschulgeschichte in seiner deutschen Muttersprache.
Andererseits übte das Französische im Zeitalter Ludwigs XIV. nachhaltigen Einfluss auf das gesamte Kulturleben, somit auch auf die Sprache und das Schrifttum im deutschen Sprachraum aus.
Der französische Einfluss zeigt sich in der Burschensprache im Wortschatz sowie auch in der Wortbildung. In der Standessprache des deutschen Studenten drangen – wie in der Sprache des Gebildeten von damals auch – französische Wörter ein und ersetzten deutsche.
Als die geläufigsten Beispiele, sie sind als deutsche Termini noch heute gebräuchlich, gelten:
die Couleur (franz. Farbe)
- die Farben einer Studentenverbindung, durch Begriffserweiterungen;
- eine farbentragende Verbindung: „Zu welcher Couleur gehört er?“
- Couleur tragen: die Farben der Studentenverbindung im Band, in der Mütze, im Bier-, Wein oder Sektzipfel zeigen.

Als häufig gebrauchte Wortzusammensetzungen seien hier erwähnt: Couleurbruder, Couleurbummel, Couleurdame, Couleurdiener, Couleurkarte, Couleurstudent, couleurfähig.
Andererseits kam es zu neuen Wortbildungen – z. T. von französischen Wörtern abgeleitet – mit französischen Endungen, z. B. auf -ier und -age. Ein Beispiel ist das heute ins Standarddeutsch gelangte Wort „Blamage“, eine um 1750 geprägte französisierende Neubildung der deutschen Burschensprache, die trotz ihres französischen Grundwortes (blâmer = tadeln) nie der französischen Sprache angehört hat.
Des Weiteren sind auch burleske Wortbildungen bezeugt: luderös, pechös, malitiös, philiströs, schauderös, schmissös. Seit den 2000er Jahren verbreiten sich im korporierten Milieu metaphorische Neologismen wie z. B. Bandwurfmaschine, Bibelschmeißer (Mitglied einer christlichen Verbindung), buxig, Curry (Corpsstudent), papsten, Papstat, Parkettgrüße, paulen, Phritte, phrittig, Räffchen knuspern, sauphieren, Tittenbuxe und Trümmerbesuch.
Auch der Einfluss des Hebräischen, des Jiddischen und des Rotwelschen auf die Burschensprache ist nicht zu übersehen. Fahrende Scholaren und Bettelstudenten des Spätmittelalters kamen auf ihren Reisen in Verbindung mit Händlern und Schaustellern, aber auch Gaunern. Dies hat sich in ihrer Sprache niedergeschlagen, besonders bei Ausdrücken des Geldwesens oder für Betrügereien.
Der Einfluss deutscher Dialekte auf die Studentensprache ist vorhanden; gemessen am Einwirken fremder Sprachen auf sie allerdings gering. Ein bekanntes Beispiel ist das Wort Fink; es stammt ursprünglich aus dem Niederdeutschen und bezeichnete einen leichtlebigen, leichtsinnigen Jüngling, später dann einen Nichtkorporierten.
Ein weiterer wichtiger Bestandteil ist die Entlehnung von Begriffen aus anderen deutschen Gruppen- und Berufssprachen. Neben fremdsprachigen Einflüssen wirkt auch die Volkssprache der Universitätsstädte auf die Studentensprache ein. Sie entlehnt nicht nur Ausdrücke des Standarddeutsch und formt sie um, sondern bedient sich ebenso der Umgangssprache und im Besonderen anderer Sondersprachen.
Besonders reich ist die Burschensprache an bildhaften, auch teils grob ausfallenden Vergleichen, von denen einige heute nicht mehr verwendet werden. Als Beispiele sind hier Canaille, Hundsfott oder Bärenhäuter aufzuführen.
Manches kräftige Wort oder komisches Wortgebilde ist dem Zufall oder dem jugendlichen Übermut eines flotten Burschen entsprungen, was die Farbigkeit und den Einfallsreichtum der deutschen Studentensprache auszeichnet. Aus dem reichen Schatz der Burschensprache – wie aus dem anderer deutscher Standessprachen und Berufssprachen auch – sind viele Wörter und Redewendungen in die Umgangssprache eingegangen; einige hat sogar die allgemeine Literatursprache aufgenommen: ein ungehobelter Bursche. Gerade einige markante, aussagekräftige Wörter der Burschensprache leben in der heutigen Umgangssprache weiter.

### Weitere Beispiele
- einen Kater haben[1]
- Pech[1] = Unglück
- blechen[1]
- knülle[1]
- Kümmeltürke[1][2]
- Tumult[1]
- pumpen[1]
- paffen[1]
- aufgedonnert[1]
- Tatterich[1]
- Ulk[1]
- mogeln[1]
- pomadig[1]
- Musensöhne[1]
- Philister[1][3], spießiger Stadtbürger
- Ladenschwengel[1] = Kaufmannsgehilfe
- Bude = ein Zimmer
- Bier als Vorsilbe: Biereifer, bierbaß, bierehrlich[1]
- famos[1]
- faxen[1]
- bummeln,[1] heute umgangssprachlich für faulenzen, Zeit verschwenden